# Zilus horni
Zilus horni är en skalbaggsart som beskrevs av Gordon 1985. Zilus horni ingår i släktet Zilus och familjen nyckelpigor. Inga underarter finns listade i Catalogue of Life.